# Bereifte Berberitze

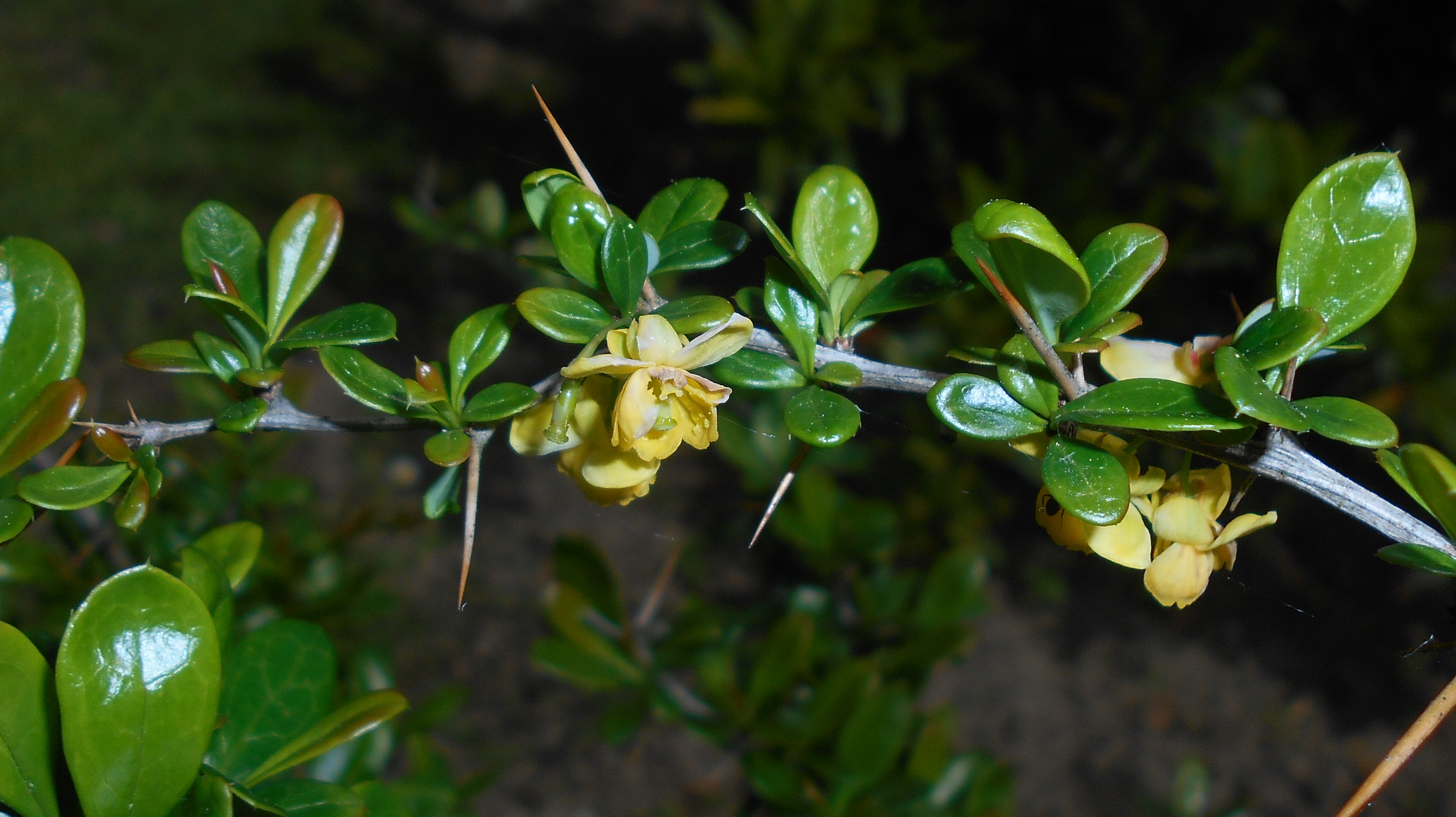
Blüten

Die Bereifte Berberitze (Berberis pruinosa) ist eine Pflanzenart aus der Gattung der Berberitzen (Berberis) in der Familie der Berberitzengewächse (Berberidaceae). 

## Beschreibung
Die Bereifte Berberitze ist ein immer- oder wintergrüner bis 2 Meter hoher locker aufgebauter Strauch. Die Zweige sind rund und gelblich, junge Triebe rötlich, die steifen Dornen sind meist dreiteilig und bis 3,3 Zentimeter lang. 
Die wechselständigen, fast sitzenden und ledrigen, stachelspitzigen Laubblätter sind elliptisch bis verkehrt-eiförmig, bis 6 Zentimeter lang, 2,5 Zentimeter breit, mit undeutlicher Nervatur, auf jeder Seite mit 1 bis 6 feinen, stacheligen Zähnen, auf der Oberseite glänzend grün und auf der Unterseite mehr oder weniger weiß „bereift“. Die im Mai erscheinenden zwittrigen und gestielten Blüten sind zitronengelb und stehen zu 8 bis 25 in Büscheln. Die Beeren mit Narbenresten sind ellipsoid bis rundlich und blauschwarz gefärbt und weisen eine dichte, weiße „Bereifung“ auf.

## Vorkommen
Die Heimat der Bereiften Berberitze liegt in den chinesischen Provinzen Yunnan, Guizhou und Sichuan. Auch in Tibet kommt die Art vor. Sie wächst in Höhenlagen von 1800 bis 4000 Metern Meereshöhe.

## Verwendung
Wie viele andere Berberitzen findet auch diese Art als Zierstrauch Verwendung.